# Veslonošci
Veslonošci (Kopepodni račići; lat. Copepoda), podrazred sičušnih račića jedva vidljivih golom oku. Narastu 1 - 2 milimetra, a najveći među njima pripadaju rodu Pennella. Mnoge vrste žive s planktonom i morske su životinje, ali ih se može naći i na vlažnim kopnenim staništima i podzemnim pećinama.
Kopepodni račići važni su u hranidbenom lancu morskih životinja, kao hrana riba, sisavaca i ptica, tako je vrsta Calanus hyperboreus važna je u prehrani jedne male vrste njorke Alle alle. No neke vrste kopepoda žive i kao paraziti na ribama i morskim sisavcima.
Kopepodi su nekada bili klasificirani danas nepriznatom razredu Maxillopoda čije su vrste podijeljene danas na dva nadrazreda, Oligostraca i Multicrustacea, kojemu pripadaju i rakovi Copepoda.
Kopepodni rakovi podijeljeni su na podrazrede Neocopepoda, Progymnoplea i Copepoda incertae sedis s 21 rodom.

## Sistematika
- Infrarazred Copepoda incertae sedis, genus:
  - Akessonia Bresciani & Lützen, 1962
  - Arthurhumesia Bresciani & Lopez-Gonzalez, 2001
  - Axinophilus Bresciani & Ockelmann, 1966
  - Calais Rafinesque, 1815
  - Capistrum Monniot C., 1985
  - Centromma Brady, 1899
  - Clytiana Rafinesque, 1815
  - Cryptankyra
  - Dotona Rafinesque, 1815
  - Etione Rafinesque, 1815
  - Golfingicola Schwabe & Maiorova, 2015
  - Gonophysema Bresciani & Lützen, 1960
  - Leuckartella Edwards C., 1891
  - Notomasticola Kim I.H., Sikorski, O'Reilly & Boxshall, 2013
  - Ophthalmopachus Hesse, 1866
  - Pteroxena Stock & van der Spoel, 1976
  - Siphonobius Augener, 1903
  - Tarificola López-González, Bresciani & Conradi, 1998
  - Teredicola Wilson C.B., 1942
  - Teredoika Stock, 1959
  - Zeuxonia Rafinesque, 1815
- Infrarazred Neocopepoda Huys & Boxshall, 1991
  - Gymnoplea Giesbrecht, 1882
    - ordo Calanoida Sars G. O., 1903

  - Podoplea Giesbrecht, 1882
    - ordo Cyclopoida Burmeister, 1834
    - ordo Gelyelloida Huys, 1988
    - ordo Harpacticoida Sars M., 1903
    - ordo Misophrioida Gurney, 1933
    - ordo Monstrilloida Sars G.O., 1901
    - ordo Mormonilloida Boxshall, 1979
    - ordo Poecilostomatoida Thorell, 1859
    - ordo Siphonostomatoida Thorell, 1859
- Infrarazred Progymnoplea Lang, 1948
  - ordo Platycopioida Fosshagen, 1985

## Vanjske poveznice
|  | Zajednički poslužitelj ima još gradiva o temi Copepoda |
|  | Wikivrste imaju podatke o taksonu Copepoda             |